# Liste der Biografien/Woz
Liste der Biografien |
Portal Biografien |
Personensuche
# |
A |
B |
C |
D |
E |
F |
G |
H |
I |
J |
K |
L |
M |
N |
O |
P |
Q |
R |
S |
T |
U |
V |
W |
X |
Y |
Z |
?
 
Wa |
Wc |
Wd |
We |
Wh |
Wi |
Wj |
Wl |
Wn |
Wo |
Wr |
Ws |
Wt |
Wu |
Ww |
Wy |
Wz
 
Woa |
Wob |
Woc |
Wod |
Woe |
Wof |
Wog |
Woh |
Woi |
Woj |
Wok |
Wol |
Wom |
Won |
Woo |
Wop |
Wor |
Wos |
Wot |
Wou |
Wov |
Wow |
Wox |
Woy |
Woz
Die Liste der Biografien führt alle Personen auf, die in der deutschsprachigen Wikipedia einen Artikel haben. Dieses ist eine Teilliste mit 37 Einträgen von Personen, deren Namen mit den Buchstaben „Woz“ beginnt.

## Woz

### Woza
- Wozasek, George (1925–2016), österreichischer Manager, Präsident der Israelitischen Kultusgemeinde in Linz

### Woze
- Wozek, Julia (* 1997), österreichische Schauspielerin
- Wozencraft, W. Christopher († 2007), US-amerikanischer Mammaloge
- Wozencroft, Jon (* 1958), britischer Grafikdesigner, Autor und Lehrer

### Wozn
- Wozniacki, Caroline (* 1990), dänische TennisspielerinCaroline Wozniacki (* 1990)

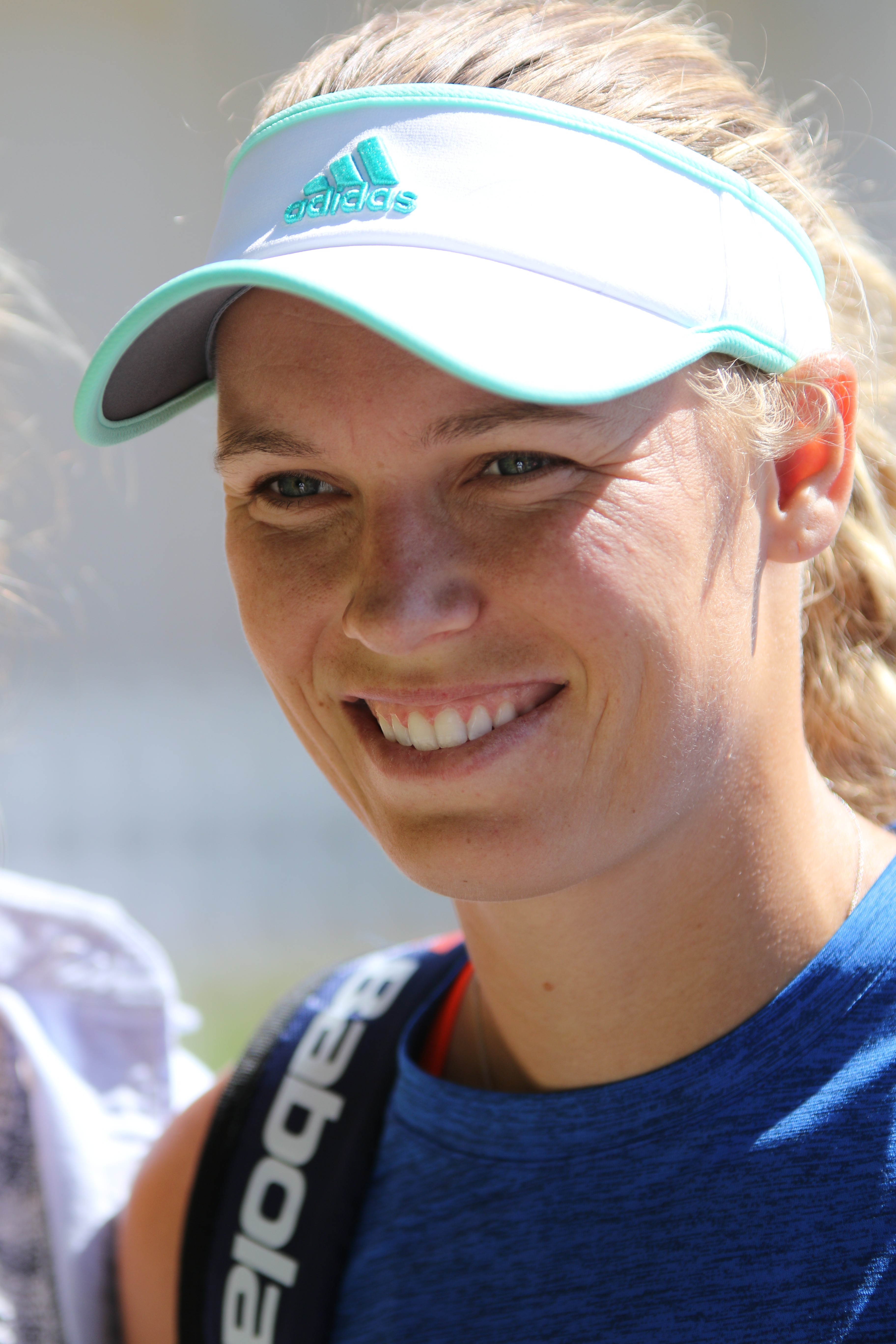
Caroline Wozniacki (* 1990)

- Wozniacki, Patrik (* 1986), polnisch-dänischer Fußballspieler
- Wozniacki, Piotr, polnischer Fußballspieler
- Woźniak, Adam (* 2002), polnischer Radsportler
- Wozniak, Aleksandra (* 1987), kanadische Tennisspielerin
- Woźniak, Artur (1913–1991), polnischer Fußballspieler
- Wozniak, Audrey (* 1993), US-amerikanische Violinistin, Musikethnologin und Kulturwissenschaftlerin
- Wozniak, Dagmara (* 1988), US-amerikanische Säbelfechterin
- Woźniak, Henryk (1946–1994), polnischer Radrennfahrer
- Woźniak, Jerzy Jan (1932–2011), polnischer Fußballspieler
- Wozniak, Joachim (1937–1953), Todesopfer an der Sektorengrenze in Berlin vor dem Bau der Berliner Mauer
- Woźniak, Katarzyna (* 1989), polnische Eisschnellläuferin
- Wozniak, Marina (* 1979), deutsche Fußballschiedsrichterin
- Wozniak, Max (1926–2023), polnisch-amerikanischer Fußballtrainer und Fußballtorhüter
- Wozniak, Steve (* 1950), US-amerikanisch-serbischer Computeringenieur und freier UnternehmerSteve Wozniak (* 1950)

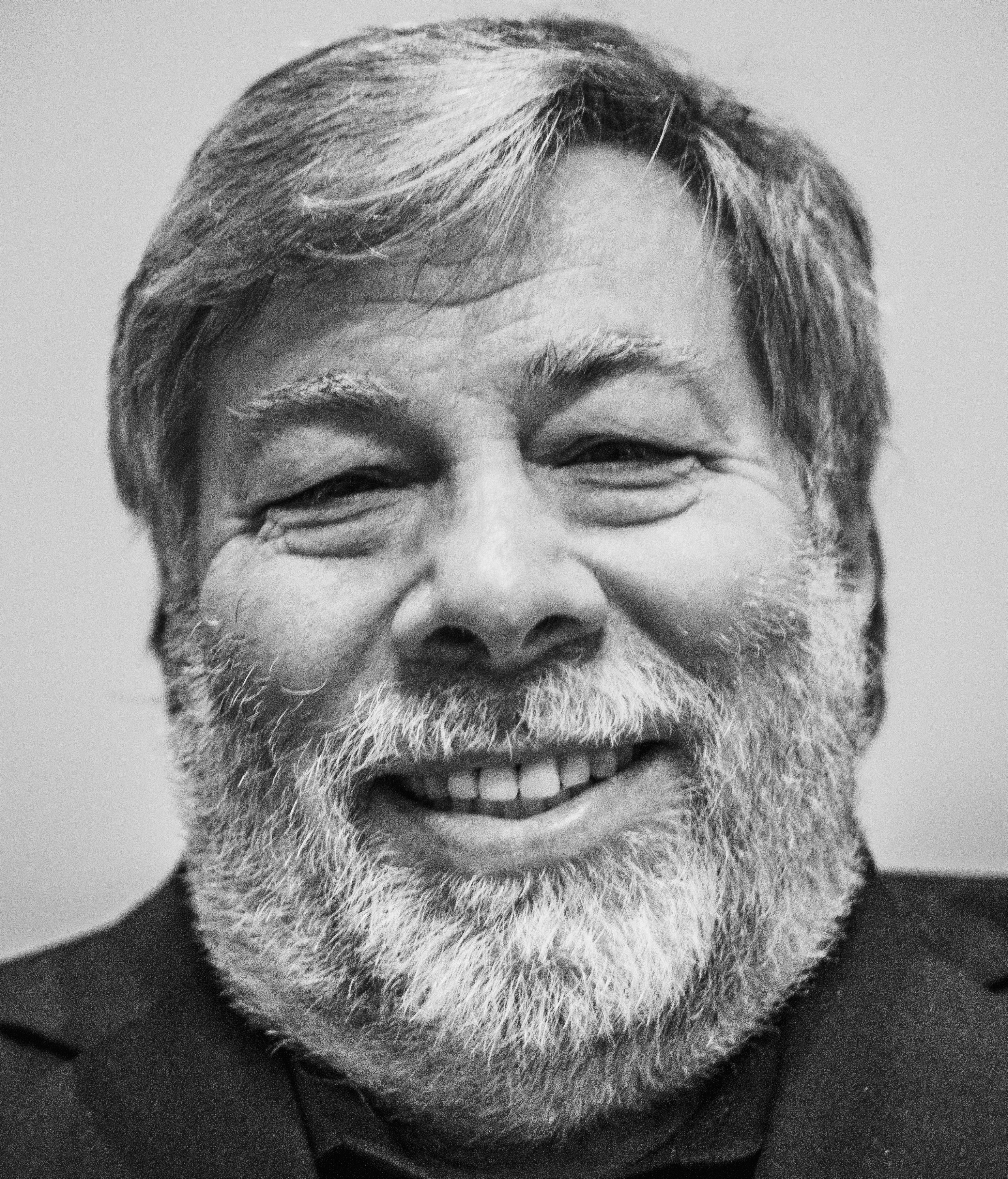
Steve Wozniak (* 1950)

- Woźniak, Tadeusz (1947–2024), polnischer Musiker, Komponist und Sänger
- Wozniak, Taras (* 1957), ukrainischer Kulturwissenschaftler, Politikwissenschaftler und Herausgeber
- Wozniak, Thomas (* 1973), deutscher Historiker
- Woźniak, Zbigniew (* 1952), polnischer Maler
- Woźniak, Zbigniew (* 1959), polnischer Maler
- Wozniakowski, Heinz (1924–1964), deutscher Fußballspieler
- Woźniakowski, Henryk (* 1946), polnischer Mathematiker und Hochschullehrer
- Woźnica, Adam (* 1994), polnischer Volleyballspieler
- Woznick, Steve (* 1949), US-amerikanischer Radrennfahrer
- Woznicki, Markus (* 1966), deutscher Taekwondokämpfer
- Woznicki, Stephen Stanislaus (1894–1968), römisch-katholischer Bischof von Saginaw
- Woźnicki, Zbigniew (1958–2008), polnischer Radrennfahrer
- Wozniczak, Gisela (1884–1968), österreichische Kommunalpolitikerin
- Wozniczak, Isidor (1892–1945), österreichischer Hotelier und sozialdemokratischer Widerstandskämpfer
- Woźniczka, Magdalena (* 1997), polnische Volleyballspielerin
- Woźniczka, Maria (* 1997), polnische Volleyballspielerin
- Wozniewski, Andy (* 1980), US-amerikanischer Eishockeyspieler
- Wozny, Joanna (* 1973), polnische Komponistin